# Belmonti ütközet (1861)
A belmonti ütközetet 1861. november 7-én vívták a Missouri állambeli Mississippi megyében és itt mutatkozott be először az amerikai polgárháború harcterén Ulysses S. Grant dandártábornok, az Egyesült Államok későbbi vezénylő tábornoka, akit a háború után elnökké választottak. Grant ekkori csapatai képezték az Army of the Tennessee (Tennessee hadsereg) későbbi magját.
November 6-án Grant gőzhajóval elindult az illinoisi Cairo városából a Kentucky államban levő Columbus erődítményének elfoglalása céljából. Másnap értesülést szerzett róla, hogy a konföderációs csapatok átkeltek a Mississippi folyón a Columbus-szal szemközi Belmont városánál. A folyó nyugati partján kikötve partra rakta katonáit és Belmont ellen vonult. Grant csapatai meglepetésszerűen lerohanták a konföderációs állásokat és fosztogatni és pusztítani kezdtek. Ám az erősítést kapó és gyorsan újjászerveződő déliek ellentámadásba mentek és a folyó túloldaláról tüzérségi támogatást is kaptak az erőd ágyúitól. Grant egységei visszavonultak a hajókig és visszatértek kiindulópontjukra, Paducah városába. Az ütközet kevés jelentőséggel bírt, de mivel más hadszíntereken semmi sem történt ez idő tájt, ezért az összecsapás kiemelt sajtófigyelmet kapott.

## Az ütközet háttere

### Kentucky belépése a háborúba
A háború kezdetén kritikus fontosságú határállam, Kentucky élén a konföderációval szimpatizáló kormányzó állt, de az állami törvényhozásba elsöprő többségben uniós szimpatizánsokat választottak meg. A megosztottság eredményeképpen létrejövő kompromisszum Kentucky semlegességéhez vezetett Észak és Dél kibontakozó háborújában. A konföderációs szimpatizáns kentucky lakosok Tennessee-ben csatlakoztak a déli hadsereghez, míg az uniósok Kentucky területén létesítettek toborzó- és kiképzőbázist. Erre való hivatkozással, és mert hírét vette, hogy Grant elindul Columbus elfoglalására, Leonidas Polk vezérőrnagy utasítást adott Gideon J. Pillow dandártábornoknak, hogy lépje át Kentucky határát és maga foglalja el Columbust. A fennsíkon elhelyezkedő városból ellenőrizhetővé vált a Mississippi folyó és vasúti közlekedéssel is jól megközelíthető volt dél felől. Grant szeptember 6-án Paducah városának elfoglalásával válaszolt, amely Kentucky északi részén helyezkedett el és szintén rendelkezett vasúti összeköttetéssel.

### A harc Missouriért
Grant a District of Southeast Missouri (Délkelet-Missiouri katonai körzet) parancsnokaként szeptember 13-án engedélyt kért felettesétől, John C. Frémont vezérőrnagytól, a nyugati hadszíntér parancsnokától, hogy megtámadhassa Columbus-t. Mivel azonban a Konföderáció Sterling Price és Benjamin McCollough vezetésével augusztus 10-én győzött a Wilson’s Creek-i ütközetben Dél-Missouriban, majd szeptember 20-án Price visszafoglalta Lexingtont Nyugat-Missouriban, ezért Frémont Missouriba koncentrálta ereje legnagyobb részét és Grant nem kapta meg az engedélyt. Frémont meg akarta akadályozni, hogy Polk erősítéseket küldhessen McCollough-nak Arkansas-ba és Price-nak Missouriba, ezért parancsot adott Grantnek, hogy színleg fenyegessen Columbus elfoglalásával. Ehhez a Mississippi folyó mindkét oldalán fenyegető manővereket kellett végrehajtania, anélkül, hogy Columbust megtámadná. A következő két hónapban Grant kis jelentőségű erődemonstrációs felvonulásokkal riogatta a konföderációsokat, miközben Frémont kétszeres túlerőben levő hadserege ütközet nélkül kiszorította a délieket Missouriból.

### A hírszerzés tévedése
November 2-án Frémontot leváltották; november 3-án Grant 3000 katonát küldött Délkelet-Missouriba Richard James Oglesby ezredes vezetésével, hogy az ottani mocsaras vidéket ellenőrzése alatt tartó M. Jeff Thompson gerillaharcot vívó milíciájával leszámoljon. Két nappal később egy távirat tudtára adta, hogy Polk Oglesby csapatának meglepése céljával erősítéseket küldtek Missouriba, ezért a további erősítéseket megakadályozandó C. F. Smith dandártábornok parancsnoksága alatt erőket küldött Délnyugat-Kentucky-ba a konföderációs csapatok lekötése céljából. Emellett Grant elhatározta a folyó túloldalán elhelyezkedő Belmont megtámadását maradék csapataival, nehogy a konföderációsok segítséget nyújthassanak a Frémont elől visszavonuló Sterling Price vezérőrnagynak, vagy Thompson „mocsári patkányainak”, és hogy védelmezze Oglesby kiszolgáltatott balszárnyát. Grant expedíciós ereje 3400 katonát számlált, John A. McClernand dandártábornok és Henry Dougherty ezredes dandárjait, két századnyi lovasságot és egy hatlöveges tüzérüteget magába foglalva. November 6-án a USS Tyler és a USS Lexington hadihajók kíséretében a csapatok elhagyták Cairót az Aleck Scott, a Chancellor, a Keystone State, a Belle Memphis, a James Montgomery, és a Rob Roy gőzösök fedélzetén.
Leonidas Polk vezérőrnagynak kb. 5000 katonája védelmezte Columbust. Ezt megelőzően nem állt szándékában sem Price tőle nagy messzeségben levő visszavonulását segíteni, sem Oglesby csapatait megtámadni, mivel Thompson maga is visszavonulóban volt. Azt feltételezte, hogy Grant célja Columbus és Oglesby Missouriba küldése Belmont felé csak elterelő manőver. A belmonti Camp Johnston-ban, az apró konföderációs megfigyelőpontban mindössze egy ezrednyi, jelentős részben beteg őrség és némi lovasság állomásozott, egy tüzérségi üteggel. Mikor tudomást szerzett Grant hajóinak elindulásáról, Polk kb. 2700 főt kitevő négy ezredét Gideon J. Pillow dandártábornok vezetésével átküldte a mindössze pár házból és egy kompkikötőből álló, Columbus-tól kb. 600 méterre levő Belmontba. A többi Columbus-t kellett megtartsa.

## Az ütközet

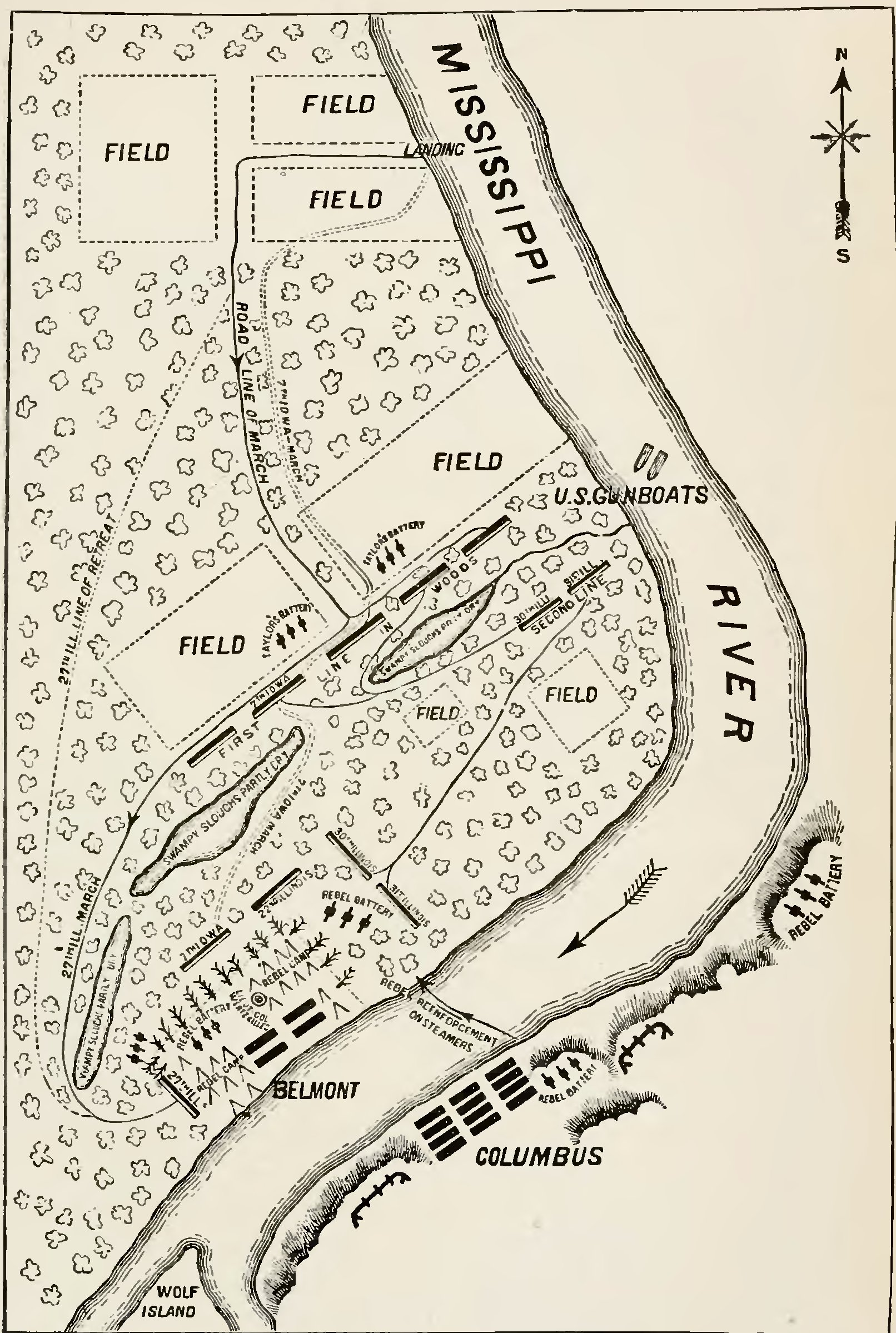
A belmonti ütközet hadrendje

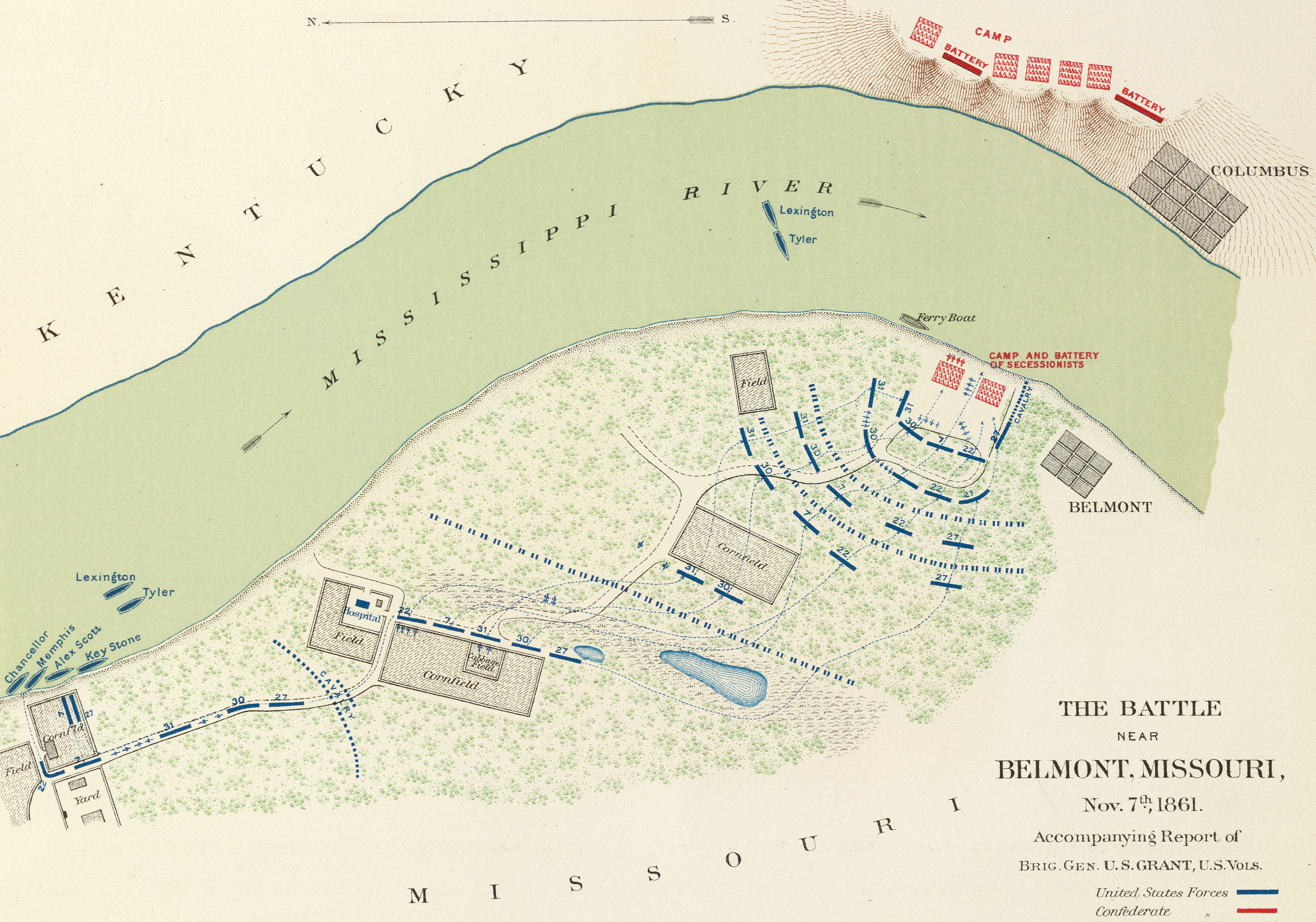
Védművek a belmonti csatatéren
Julius Bien & Co., Lith., N.Y.

November 7-én 8:30-kor Grant erői partra szálltak a Hunter’s Farm közelében, Belmonttól 4-5 kilométerre északra, a hat Columbus-ban felállított déli üteg hatósugarán kívül. Ez a columbusi ágyúpark, mely később még fontos szerepet játszott az ütközetben 10 hüvelykes Columbiad ágyúkból és 11 hüvelykes tarackokból állt, illetve a 128 fontos Whitworth vont csövű ágyúból, a konföderáció legnagyobb lövegéből, melyet „Lady Polk” névre kereszteltek. Mialatt a két ágyúnaszád folytatta útját fél felé, hogy megmérkőzzön Columbus erődjével, Grant csapatai megindultak a dél felé vezető úton, s útközben eltakarították a lőállásnak rádöntött fatörzseket. Másfél kilométerre Belmonttól a 22., a 27., a 30. és 31. illinois-i gyalogezred, a 7. iowai gyalogezred, valamint a lovasság sorokba fejlődött egy kukoricamező végénél egy kiszáradt ingovány előtt. Ekkor bukkant rájuk a felderítésre küldött konföderációs lovasság. A kialakuló kézifegyveres tűzpárbajt a Columbus-ból az uniós jobbszárnyra tüzelő ágyúk heves, de a fák miatt hatástalan csapásai tarkították. McClernand közelharcot akart kiprovokálni, ezért dandárját előre parancsolta. A déli lovasság nem tudván ellenállni a nyomásnak visszavonult a sűrű erdőben. Az uniós gyalogság óvatosan előrenyomult.
Pillow csapatai az áthajózás után otthagyták a James Tappan ezredes, a belmonti őrhely parancsnoka által sietve kiépített hevenyészett lőállásokat és északnak indultak, Grant előrenyomulásának irányát elállva. A konföderációs vonalat a 12., a 13., a 21. és a 22. tennessee-i, valamint a 13. arkansasi gyalogezred képezte. A pillow által választott új védelmi vonal elzárta a komphoz vezető utat. Jobbszárnya két ezredét erdős terepen helyezte el, ahol a fák fedezéket adtak. A másik három ezredet és a tüzérséget viszont egy enyhén lejtős mezőn helyzete el, ahol semmiféle fedezéket nem találtak. Egyik ezredparancsnoka az ütközet után Polknak arról panaszkodott, hogy kedvezőtlenebb védőállást elgondolni sem lehetett. Ezzel szemben Grant csapatait teljes szélességben sűrű erdő fedezte, mely mögül kb. 75 méter távolságból tüzelni kezdtek. A 30 percig tartó rendkívül heves lőpárbajban az uniós csapatok először megzavarodtak, Grant alól pedig kilőtték a lovat, de segédje lovára átszállva folytatta a harcot. Grant folyamatosan az első vonalban tartózkodva vezette az ütközetet.
A nagyjából egyenlő létszámú ellenfelek összecsapása ezután kezdett az északiaknak kedvezni. Pillow szárnyait lassan megkerüléssel fenyegették a északiak, ezért két rohamot is vezényelt a sűrű fedezék mögül tüzelő ellenség irányába. Mindkettő összeomlott. Mikor az uniós baloldal ellen vezetett támadási kísérlet is összeomlott, Pillow megértette, hogy állását nem tudja tartani és elkezdte a visszavonulást a belmonti őrhelyhez. Az őrhelyet vékony fedezék vette körbe. A déliek emögött foglaltak új állást. Az északi hadsereg széles félkörbe rendeződve közeledett. Rövid időre megálltak az ezredek újrarendezésére, majd rohamra indultak. A háromfelől körbevett állásokban rövid de heves, és veszteségeket hozó harc bontakozott ki. Az északi tüzérség számos sortüzet lőtt a konföderációs állásba, mely elől a déli katonák még hátrébb, a folyópart természetes lankája mögött kerestek menedéket. A szinte teljesen bekerített déliek többsége végül teljesen demoralizálva a folyópart fedezékébe menekült.
Polk változatlanul nem tudta elképzelni, hogy a belmonti támadás elterelő manőveren kívül bármi egyéb lehet, hiszen a település teljesen értéktelen volt és elfoglalása esetén az északiak kitették volna magukat a Columbusból vezényelt ágyútűznek. Így tehát Polk továbbra is a Columbus ellen vélhetőleg keletről érkező fő támadásra várt. Mivel az továbbra sem akart kibontakozni, ezért Benjamin F. Cheatham ezredes vezetésével újabb két ezredet küldött gőzhajókon a Mississippi túloldalára, és másik kettőt helyezett készenlétbe átkelni. A menekülő déliek visszaözönlöttek a folyópartra, melynek lankája mögött menedékre leltek az északi golyózáportól. A segítségükre igyekvő és a Prince és Charm gőzhajókon a folyón sietősen átkelő erősítéshez címezve azt kiabálták, hogy ne szálljanak partra, mert megverték őket és a csata elveszett.
Azonban az északi katonák is azt hitték, hogy vége van az ütközetnek, mivel sok foglyot ejtettek és bejutottak az ellenséges táborba. Grant szavai szerint tapasztalatlan katonáit „demoralizálta saját győzelmük”. McClernand a tábor közepére ment, felhúzatta a Egyesült Államok lobogóját és háromszoros hurrát vezényelt a csapatoknak. Egy ezredzenekar eljátszotta a nemzeti himnuszt, majd belefogtak a Dixie előadásába is. A bizarr, karnevált idéző hangulat átragadt a katonákra, sátorról sátorra járva fosztogatni és mulatozni kezdtek, melyet a katonától-katonáig rohangáló tisztek sem tudtak megakadályozni. Grant a fegyelem helyreállítása és az önfeledt szórakozás megállítása érdekében felgyújtatta a tábort, amelynek füstjében jókora káosz keletkezett. A sátrakban heverő sebesült déliek nem tudtak kimenekülni a tűzből és halálra égtek, ez a visszatérő konföderációsokban azt a hitet ültette el, hogy szándékosan gyilkolták meg őket, és óriási felháborodást keltett. Egyszersmind a konföderációs katonák menekülésével a túlparti tüzérség szabad utat kapott a tábor lövésére, melyet a tűz kigyúlása után, azt a tábor elesése jelének ítélve meg is kezdtek. Az északiak önfeledtsége egycsapásra pánikhangulattá vált.
Cheatham és három ezrede nem hallgatott bajtársai figyelmeztetésére és a kompkikötőtől valamivel északabbra partra szállt. Ennek látványa pillanatok alatt bejárta az egész északi hadsereget és elterjedt a küszöbön álló katasztrófa híre. A déli ezredek felfejlődése közben az északiak ráébredtek, hogy imigyen elvágták őket saját szállítóhajóiktól. A csapatok újraszervezésén erőlködő Grant egyik segédje azt a jelentést tette: „Tábornok, körül vagyunk véve!” „Nos, akkor úgy kell áttörnünk kifelé is, ahogy befelé tettük”, válaszolta Grant. Tisztjei a megadást látták az egyetlen becsületes lehetőségnek, de elutasította ezt az igényt, és végül sikeresen megmozdította a hadsereget.
Az uniós ezredek megkezdték a visszavonulást két zsákmányolt lövegükkel és 106 foglyukkal, s elindultak vissza, ahonnan jöttek, a Hunter's Farm felé. Eközben támadt szárnyukra Cheatham 15. tennesse-i és 11. louisianai gyalogezrede, míg a folyópartról csatlakoztak hozzájuk a Pillow által az ajándékként ölébe hulló haladék alatt sikeresen rendbe szedett és újra reményt látó ezredek. A „Lady Polk” és más ágyúk eközben a túlpartról lőtték a távozó északiakat. A déliek ellentámadása zsákmányuk elhagyására kényszerítette az északi katonákat és ezúttal ők kerestek menedéket a futásban. A négy lövegüket és járóképtelen sebesültjeiket hátrahagyták, sokan a puskájukat is elhajigálták, melyekből a déliek az ütközetet követően 1000 darabot szedtek össze a mezőről. A futólépésben vívott küzdelem több zavaros és kegyetlen összecsapásba torkollott a Hunter's Farmig. Ezúttal az uniósok között voltak súlyosabbak a veszteségek.

Grant nem különített el tartalékot, amelyet most bevethetett volna a menekülés fedezésére. A 27. illinois-i gyalogezredet a harc forgatagában elvágták, így nem tudott a többiekkel együtt visszajutni a hajókhoz, hanem kénytelenségből északnak vette az irányt a partot követve. Mikor Grant lóháton visszafordult a keresésükre, majdnem maga is lemaradt a hajókról. Csak konföderációs katonákat látott felé közeledni. Lovát megfordítva visszavágtatott, s azt kellett látnia, hogy a hajó kapitánya eloldatta a köteleket. Grant memoárjában így írja le az esetet: 
|  | „A parttól ellökött hajó kapitánya felismert és utasította a gépészt, hogy mégse indítson be még, majd palánkot dobatott a vízre. Lovam megérteni látszott a helyzetet, mellső lábaival habozás és sietség nélkül átlépett a magas folyópart szélén és hátsó lábain leszánkázott a meredélyen és felügetett a fedélzetre.” |
|  | – |

 A folyó túloldalára átkelő és a menekülő északiak üldözését személyesen irányító Polk is észrevette a magányos lovas nyaktörő mutatványát és így szólt körülötte gyülekező stábjához: „Ott az a jenki, azon kipróbálhatják lövésztudományukat.” De senki sem tett próbát vele. A folyópartra kiérő konföderációs katonák tüzet nyitottak a visszavonuló hajókra, melyet az ágyúnaszádok tüze viszonzott.
A hajók később észrevették az elveszett és észak felé masírozó illinois-i ezredet és szintén felvették.

## Az ütközet kihatásai

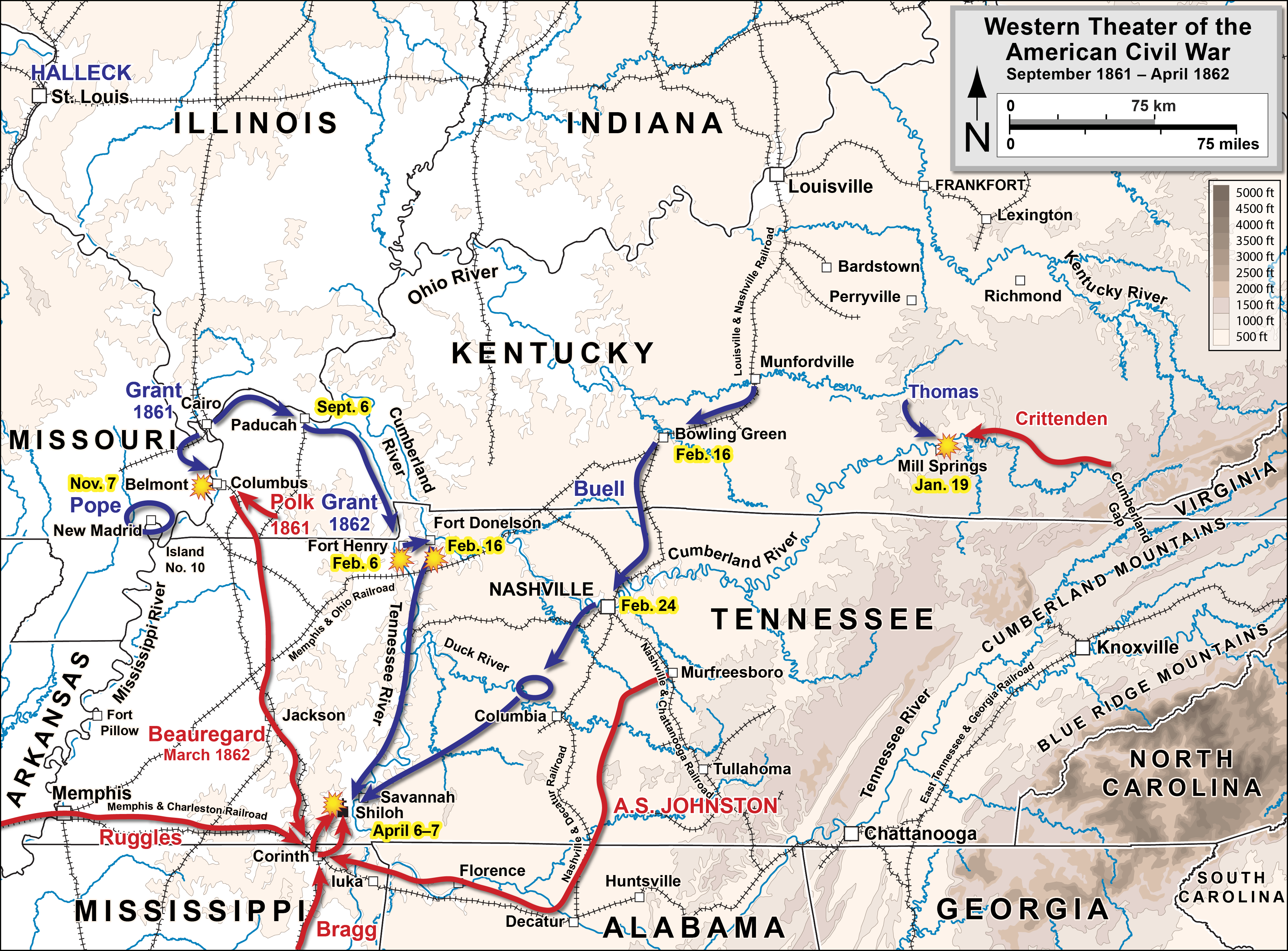
A nyugati hadszíntér hadműveletei a belmonti ütközettől (1861 november) a Shiloh-i csatáig(1862 április)
Konföderációs hadművelet
Uniós hadművelet

A hazafelé tartó hajóúton Grant szerint minden katonája nagy győzelemként tekintett a belmonti ütközetre. Saját maga is hasonló szellemben jelentette az eseményeket: „A győzelem teljes!” örvendezett Grant kommünikéje. A saját, a valóságosnál 100 fővel magasabbra emelt veszteségét szerinte a déliek vesztesége jóval felülmúlta. Valójában a Konföderáció vesztesége szinte megegyezett az Unióéval. Grant fejet hajtott mind a hadsereg, mind a tengerészet helytállása előtt és a katonák között elharapódzott fegyelmezetlenségről nem tett említést. Grant magyarázata szerint a hírszerzési értesülések fényében meg kellett mentenie Oglesby erőit attól, hogy bekerítsék és beavatkozása ténylegesen megmentette attól, hogy erőt tönkreverjék. Arról nem tesz említést, hogy lévén Oglesby és a Belmontnál felvonultatott saját ereje megegyező nagyságú volt, ugyanez az elvágás és tönkreverés azt miért nem fenyegette. Hadművelete eredményeként Grant úgy gondolta, hogy Polk nem küldhet erősítéseket Price-nak, de ez Polkban odáig föl sem merült. Grant szerint a Belmontnál megszerzett tapasztalat és önbizalom csapatai számára később felbecsülhetetlen értékűnek bizonyult. Ez azonban leginkább csak az ő személyére volt igaz.
Az ütközet fontos tanulságokkal járt Grant számára csapatai fegyelmezettségével és a harctéri parancsnoklás kihívásaival kapcsolatban. Valóban Grant javára írható volt, hogy ellentétben jópár északi tábornokkal halogatás nélkül támadott, megőrizte nyugalmát, mikor felforrósodott a helyzet és katonái többségét harci tapasztalattal gazdagabban vitte biztonságba a fenyegető veszély elől. Ugyanakkor a támadás vakmerőség volt a columbus-i erőd ágyúinak árnyékában és ha Pillow nem követ el hibát védelmi állásának rossz megválasztásával, akkor az ütközet könnyen katasztrófába fordulhatott volna számára. Taktikai, s még inkább stratégiai előnyt ugyan nem kovácsolhatott a belmonti ütközetből, de bebizonyította, hogy nem csak jenki katonák esnek pánikba a harcmezőn, mint az első bull run-i ütközetben, vagy a Ball's Bluffnál, hanem a konföderációsok is megverhetőek. Abraham Lincoln, az Egyesült Államok elnöke 1861 végén egyre erősödő nyomás alá került, hogy az északi hadsereg támadja meg a Konföderációt, ezért a belmonti ütközet következtében jó benyomásokat szerzett Grant dandártábornokról.
Két nappal később a Chicago Tribune véleményrovata másfajta véleményt tett közzé: „A Cairóból indult expedíció katasztrofális befejezése újabb tanulságos lecke a lázadókkal vívott harc vezetőire vonatkozólag. Csapataink súlyos vereséget szenvedtek. A lázadók fellelkesültek és felbátorodtak, míg saját katonáink levertek, vagy akár kétségbe esettek.” Másnap a veszteségek megjelentetésekor a szerkesztő hozzátette: „Az áldozatokról elmondható, elestek; de mi végre?” Egy New York-i szerkesztő szerint a belmonti vállalkozás enyhén szólva katasztrofális volt. Más, nyugaton kiadott sajtótermékek sem értették a vállalkozás célját és nem látták hozadékát sem.
A Konföderáció az ütközetet déli győzelemnek tekintette, mivel Grant támadását visszaverték és a csatateret elhagyni kényszerült. Polk jelentésében arról írt, hogy egy Columbust és Belmontot egyaránt megtámadó, számbelileg óriási fölényben levő ellenséget győzött le. Kiemelte katonái bátorságát, a zsákmányolt lobogót, az 1000 kézifegyvert és a nagy mennyiségű egyéb hadfelszerelést. A konföderációs Kongresszus köszönetét fejezte ki Polk, Cheatham és Pillow számára.
A chicagói Belmont Avenue az ütközetről nyerte nevét.

## A témába vágó további tartalmak
- Columbus-Belmont State Park
- Illinois az amerikai polgárháborúban
- Kentucky belépése az amerikai polgárháborúba
- Missouri az amerikai polgárháborúban